# Driving Towards the Daylight
Driving Toward the Daylight je jedenácté studiové album amerického kytaristy a zpěváka Joe Bonamassy, vydané 22. května 2012. Producentem alba byl Kevin Shirley a vyšlo pod značkou J&R Adventures. Album tvoří z velké části coververze písní jiných autorů, jako například Tom Waits nebo Robert Johnson.

## Seznam skladeb
| Pořadí | Název                                                                       | Autor                               | Délka |
| ------ | --------------------------------------------------------------------------- | ----------------------------------- | ----- |
| 1.     | Dislocated Boy                                                              | Bonamassa                           | 6:40  |
| 2.     | Stones in My Passway (původně vydal Robert Johnson)                         | Johnson                             | 3:58  |
| 3.     | Driving Towards the Daylight                                                | Bonamassa, Kortchmar                | 4:50  |
| 4.     | Who's Been Talking? (původně vydal Howlin' Wolf)                            | Burnett                             | 3:28  |
| 5.     | I Got All You Need (původně vydal Koko Taylor)                              | Dixon                               | 3:04  |
| 6.     | A Place in My Heart (původně vydal Bernie Marsden)                          | Marsden                             | 6:48  |
| 7.     | Lonely Town Lonely Street (původně vydal Bill Withers)                      | Withers                             | 7:08  |
| 8.     | Heavenly Soul                                                               | Bonamassa                           | 5:55  |
| 9.     | New Coat of Paint (původně vydal Tom Waits)                                 | Waits                               | 4:06  |
| 10.    | Somewhere Trouble Don't Go (původně vydal Buddy Miller)                     | Miller (Bonamassa)                  | 4:59  |
| 11.    | Too Much Ain't Enough Love (feat. Jimmy Barnes; původně vydal Jimmy Barnes) | Barnes, Cain, Schon, Jackson, Brock | 5:37  |

## Obsazení
- Joe Bonamassa – kytara, zpěv, dobro, mandolína, doprovodný zpěv
- Brad Whitford – kytara
- Arlan Schierbaum – varhany, klavír
- Michael Rhodes – baskytara
- Anton Fig – bicí, perkuse
- Doug Henthorn – doprovodný zpěv
- Kevin Shirley – toy piano, kytara, tamburína, cowbell, perkuse
- Harrison Whitford – kytara
- Howlin' Wolf – úvod ve skladbě „Who's Been Talking?“
- Blondie Chaplin – kytara
- Carmine Rojas – baskytara
- Jeff Bova and The Bovaland Brass – horny
- Pat Thrall – kytara
- Jimmy Barnes – zpěv